# Neuvecelle
Neuvecelle – miejscowość i gmina we Francji, w regionie Owernia-Rodan-Alpy, w departamencie Górna Sabaudia.
Według danych na rok 1990 gminę zamieszkiwało 1949 osób, a gęstość zaludnienia wynosiła 487 osób/km² (wśród 2880 gmin regionu Rodan-Alpy Neuvecelle plasuje się na 447. miejscu pod względem liczby ludności, natomiast pod względem powierzchni na miejscu 1587.).